# 1,2-Benzochinon
1,2-Benzochinon ist eine chemische Verbindung aus der Gruppe der Ketone und Chinone. Sie ist isomer zum 1,4-Benzochinon.

## Vorkommen
1,2-Benzochinon ist ein Vorläufer von Melanin.

## Gewinnung und Darstellung
1,2-Benzochinon kann durch Oxidation von Brenzcatechin an Luft oder durch ortho-Oxidation von Phenol gewonnen werden.

Gleichgewicht Brenzcatechin / 1,2-Benzochinon

## Eigenschaften
1,2-Benzochinon ist ein instabiler geruchloser roter Feststoff.